# La Chapelle-Anthenaise
La Chapelle-Anthenaise là một xã thuộc tỉnh Mayenne trong vùng Pays de la Loire tây bắc nước Pháp. Xã này nằm ở khu vực có độ cao trung bình 138 mét trên mực nước biển.

## =Tham khảo
1. ↑  INSEE